# Guido di Thouars
Guido di Thouars, o di Bretagna; in francese Guy de Thouars (... – Chemillé, 23 aprile 1213), fu duca reggente di Bretagna, dal 1203 alla sua morte.

## Origine
Guido era il figlio secondogenito del visconte Goffredo di Thouars ( † dopo il 1173) e di Aumou, di cui non si conoscono gli ascendenti (secondo il documento n° XXIV del cartoulaire du bas poitou, il fratello di Guido il primogenito, il visconte di Thouars, Amalrico VII ( † 21 marzo 1226) fece una donazione in cui asserisce di essere fratello di Guido e di essere figlio di Aumou e secondo il documento n° LXXXII del Cartulaire de Saint-Laon de Thouars, sempre il fratello di Guido, Amalrico VII, fece un'altra donazione in suffragio dell'anima del padre, Goffredo).
Goffredo di Thouars era figlio del visconte di Thouars, Amalrico VI ( † 1127) e di Agnese o Matilde du Puy-du-Fou (secondo il documento n° 403 del Cartulaire et chartes de l'abbaye de l'Absie, Archives historiques du Poitou, Tome XXV, il fratello di Goffredo il primogenito, il visconte di Thouars, Guglielmo ( † prima del 1151) fece una donazione in cui asserisce di essere fratello di Goffredo e secondo il documento n° LXXXII del Ex Fragmentis Chronicorum Comitum Pictaviæ, Ducum Aquitaniæ, viene citaio ancora il fratello di Goffreddo, Guglielmo, definito figlio di Amalrico VI, mentre, secondo l'abate e storico normanno, del XII secolo, priore dell'abbazia di Bec e sedicesimo abate di Mont-Saint-Michel, Robert de Torigny, Guglielmo, visconte di Thouars, era figlio di Matilde).

## Biografia
Guido viene citato nell'anno 1196 della Chronica Albrici Monachi Trium Fontium, quando viene ricordato, come fratello del visconte di Thouars, Raimondo ( † dopo il 1130), che all'assedio di Albam Marnam castrum, venne fatto prigioniero dal de re di Francia, Filippo Augusto e, nello stesso paragrafo viene citato anche come futuro marito della Duchessa di Bretagna, Costanza.
Infatti, sia secondo la Genealogia Comitum Richemundiæ post conquestum Angliæ che secondo la Chronica Albrici Monachi Trium Fontium, Guido, nel 1199, si sposò, in prime nozze, con Costanza di Bretagna (1161 - 1201), che era stata Duchessa di Bretagna e Contessa di Richmond, ed ora era Duchessa reggente di Bretagna, per conto del figlio minorenne, Arturo.
Costanza, secondo la Chronica Albrici Monachi Trium Fontium era l'unica figlia del Conte di Richmond, duca di Bretagna e Conte di Tréguier e di Guingamp, Conan IV e della moglie, Margherita di Huntingdon, come ci confermano gli Annales de Burton.
Costanza era al suo terzo matrimonio; era stata sposata con:
- Goffredo, figlio del re d'Inghilterra e duca di Normandia, Enrico II, nel 1181[11], anche se Robert de Torigny, lo riporta nel 1182[12]. Nel 1186, Costanza divenne reggente della Bretagna e della contea di Richmond, dopo essere rimasta vedova di Goffredo, a cui aveva dato due figli: 
  - Eleonora di Bretagna (1182/84 - 1241) che venne imprigionata dallo zio Giovanni d'Inghilterra dall'adolescenza fino alla morte[7]
  - Matilde di Bretagna (c. 1185 - prima di maggio 1189[13]
  - Arturo (1187 - 1203), nato postumo, ucciso presumibilmente dallo zio Giovanni[7].
- Ranulfo, conte di Chester, il 3 febbraio del 1188, come ci confermano gli Annales Cestrienses or Chronicle of the Abbey of St Werburg at Chester[14], a cui aveva portato in dote la contea di Richmond[14]. Questo secondo matrimonio viene confermato anche dalla Genealogia Comitum Richemundiæ post conquestum Angliæ[7]. La coppia visse separata[15], poiché il marito continuava a vivere in Inghilterra, governando le contee di Chester e Richmond, mentre Costanza viveva in Francia con i figli, governando il ducato di Bretagna. Costanza, secondo la Genealogia Comitum Richemundiæ post conquestum Angliæ, ottenne il divorzio, causa adulterio[7], dopo essere stata liberata, in quanto il marito, Ranulfo, nel 1196, l'aveva imprigionata in Normandia, nel castello di Beuvron[15]. A Ranulfo de Blondeville, ancora secondo la Genealogia Comitum Richemundiæ post conquestum Angliæ, Costanza non aveva dato figli[7].

Guido rimase vedovo, dopo che Costanza morì di parto, all'età di quarant'anni, nel 1201, come ci confermano anche gli Annales de Burton. La morte i Costanza viene confermata anche dalla Genealogia Comitum Richemundiæ post conquestum Angliæ, che ci informa che fu sepolta nel monastero di Bégard (poi dopo circa 25 anni, i resti furono traslati a Nantes), dall'Ex Chronico Britannico, che indica il giorno della morte (3 settembre), dall'Ex Chronico Britannico Altero, che indica un diverso giorno della morte (5 settembre) ed infine dall'Ex Chronico Ruyensis Cœnobii, che ci informa che morì nei pressi di Nantes.
Il figlio avuto da Goffredo, Arturo, dopo la morte della madre, governò direttamente sia il ducato di Bretagna che l'Onore di Richmond.
Nel 1202, secondo i Rotuli litterarum patentium in Turri londinensi asservati (anno 4° Johan), Guido, assieme ai fratelli, Amalrico VII, visconte di Thouars, de Ugo, rese omaggio al re d'Inghilterra, Giovanni.
Quando nel 1199 era morto il re re d'Inghilterra e duca di Normandia, Riccardo Cuor di Leone, Filippo II di Francia aveva dato ad Arturo i contadi di Angiò, Maine e Poitou in cambio del giuramento di fedeltà in qualità di vassallo. La sua ascesa al trono, in quanto erede designato di Riccardo, venne dunque osteggiata dai nobili inglesi, che temevano la sudditanza dell'Inghilterra entro l'orbita francese: lo zio, il fratello di Riccardo, Giovanni d'Inghilterra si insediò sul trono inglese e sul ducato di Normandia, nell'aprile del 1199. Arturo, benché ancora minorenne, costituiva ai suoi occhi una minaccia e per questo lo fece catturare a Mirabeau, il ragazzo venne quindi portato a Rouen sotto la custodia di Guglielmo de Braose, IV signore di Bramber e lì sparì misteriosamente, probabilmente ucciso, nell'aprile del 1203 dopo un anno di detenzione. Dopo la morte di Arturo, anche l'altra figlia di Costanza, Eleonora, venne catturata e rinchiusa nel castello di Corfe, dove rimase fino alla morte avvenuta parecchi anni dopo, per cui i baroni Bretoni decisero di affidare il governo del ducato a Guido, reggente per conto della figlia, Alice, mentre il titolo di conte di Richmond , coi relativi domini tornava al re d'Inghilterra.
Sempre in quell'anno, Guido si sposò, in seconde nozze, con Eustachia d'Argenton ( † dopo il 1244), signora di Chemillé.
Guido si fregiò del titolo di duca di Bretagna, sino alla conquista della Bretagna da parte del re di Francia, Filippo Augusto, che lo privò del titolo di duca, pur mantenendolo nel titolo di reggente (baillistre).
Nel 1209, Guido, secondo le Mémoires pour servir de preuves à l´histoire ecclésiastique et civile de Bretagne, Tome I, stipulò un trattato col Conte di Penthièvre, Alano I d'Avaugour che prevedeva il fidanzamento del figlio primogenito di Alano, Enrico, con la figlia primogenita di Guido, Alice di Thouars. 
In quello stesso anno, Alano, secondo il documento n° LXXIX del Recueil d´actes inédites des ducs et princes de Bretagne, come padre del futuro duca di Bretagna, scrisse una lettera di conferma dei suoi titoli e domini ad Andrea Vitreio.
Guido morì il 23 aprile 1213 e, secondo la Chronique de Guillaume de Nangis, morì a causa della lebbra.
Nell'ottobre del 1223, nel giorno della consacrazione della chiesa (fatta costruire dalla moglie, Costanza), la salma venne traslata nell'abbazia di Villeneuve a Les Sorinières, Nantes.

## Discendenza
Guido di Thouars, da Costanza ebbe due o tre figlie:
- Alice (1200 - 21 ottobre 1221) che sposò Pietro I di Bretagna[7]
- Caterina di Thouars (1 / 5 settembre 1201 - 1240 circa) che sposò Andrea signore di Vitré, secondo l'Ex Fragmentis Chronicorum Comitum Pictaviæ et Aquitaniæ Ducum[27].
- Margherita (1 / 5 settembre 1201 - 1216/1220) che sposò Goffredo I di Rohan[28][29]

Da Eustachia ebbe due figli:
- Pietro ( † 1255 circa) citato nelle Mémoires pour servir de preuves à l´histoire ecclésiastique et civile de Bretagne, Tome I[30]
- Tommaso ( † dopo il 1256) citato nelle Mémoires pour servir de preuves à l´histoire ecclésiastique et civile de Bretagne, Tome I[30].

## Nella cultura
Guido di Thouars è un personnagio secondario dei romanzi Le Poids d’une couronne (légende bretonne) (1867-1868) di Gabrielle d’Étampes e A King’s Ransom (2014) di Sharon Kay Penaman e venne accennato a nel romanzo Dans l’Ombre du Passé (2020) di Léa Chaillou.

### Fonti primarie
- (LA)  Rotuli litterarum patentium in Turri londinensi asservati.
- (LA)  Annales Cestrienses or Chronicle of the Abbey of St Werburg at Chester.
- (LA)  Monumenta Germaniae Historica, Scriptores, tomus XXIII.
- (LA)  The Chronicle of the reigns of Henry II and Richard I 1169-1192.
- (LA)  Rerum Gallicarum et Francicarum Scriptores, tomus XII.
- (LA)  Rerum Gallicarum et Francicarum Scriptores, tomus XVIII.
- (LA)  cartoulaire du bas poitou .
- (LA)  Annales Monastici Vol. I.
- (LA)  Chronique de Robert de Torigni, abbé du Mont-Saint-Michel, tome II.
- (LA)  Chronique de Robert de Torigni, abbé du Mont-Saint-Michel, tome I.
- (LA)  Cartulaire et chartes de l'abbaye de l'Absie, Archives historiques du Poitou Tome XXV.
- (LA)  Cartulaire de Saint-Laon de Thouars[collegamento interrotto].
- (LA)  Chronique de Guillaume de Nangis.
- (LA)  Mémoires pour servir de preuves à l´histoire ecclésiastique et civile de Bretagne, Tome I.
- (LA)  Recueil d´actes inédites des ducs et princes de Bretagne.

### Letteratura storiografica
- William John Corbett, "Inghilterra 1087 - 1154", cap. II, vol. VI (Declino dell'impero e del papato e sviluppo degli stati nazionali) della Storia del Mondo Medievale, 1999, pp. 56–98.
- Doris M. Stenton, "Inghilterra: Enrico II", cap. III, vol. VI (Declino dell'impero e del papato e sviluppo degli stati nazionali) della Storia del Mondo Medievale, 1999, pp. 99–142.
- Frederik Maurice Powicke, "Inghilterra: Riccardo I e Giovanni", cap. II, vol. VI (Declino dell'impero e del papato e sviluppo degli stati nazionali) della Storia del Mondo Medievale, 1999, pp. 143–197.